# Hotel (album)
Hotel je sedmé studiové album amerického hudebníka Mobyho. Vydáno bylo v březnu roku 2005 (vydavatelství V2 Records a Mute Records). Nahrávky vznikaly a byly mixovány jak v Mobyho vlastním bytě, tak také ve studiích Electric Lady Studios a Loho Studios. První vydání alba obsahovalo kromě standardní verze také druhé CD složené z ambientních skladeb nazvané Hotel: Ambient.

## Seznam skladeb
1. „Hotel Intro“ – 1:54
2. „Raining Again“ – 3:43
3. „Beautiful“ – 3:10
4. „Lift Me Up“ – 3:14
5. „Where You End“ – 3:18
6. „Temptation“ – 4:52
7. „Spiders“ – 3:42
8. „Dream About Me“ – 3:19
9. „Very“ – 3:39
10. „I Like It“ – 3:42
11. „Love Should“ – 3:47
12. „Slipping Away“ – 3:37
13. „Forever“ – 3:34
14. „Homeward Angel“ – 5:37
15. „35 Minutes“ – 5:22